# Harald Høffding
Harald Høffding (11. března 1843 v Kodani – 2. července 1931 tamtéž) byl dánský filozof a teolog, profesor university v Kodani.

## Filozofické názory
Harald Høffding byl hlavním představitelem empiristického směru v dánské filozofii. Přidržoval se takzvané psychologicko-historické metody a snažil se ospravedlnit náboženství jako psychologický jev, který má základy v „touze“ nebo „potřebě“ člověka. Høffding uplatňoval psychologické hledisko také v etice a vyslovoval se proti teologickému a spekulativnímu zdůvodnění nauky o mravnosti. Životní pravidla se mají vyvozovat z „životní zkušenosti“. Høffding však vykládal pojem „zkušenost“ subjektivisticky. Zkušeností rozuměl individuální zkušenost a „individuální přemítání“. Individuálni etické normy jsou proto zákonem jen pro samé individuum.

## Dílo
Kromě jiných spisů napsal Harald Høffding knihu Henri Bergson's Filosofi (Filozofie Henriho Bergsona; 1914) a v ní kriticky rozebral a zhodnotil  názory tohoto francouzského myslitele.

### České překlady
V českých zemích byl Høffding znám i jako historik filozofie.
- HØFFDING, Harald. Dějiny novověké filosofie. Praha: Aventinum, 1926. 313 s.

Později toto dílo, které zahrnovalo filozofii novověkou (počínaje renesancí), doplnil profesor Josef Král (1882–1978) o výklad dějin starověké a středověké filozofie.
- HØFFDING, Harald; KRÁL, Josef. Přehledné dějiny filosofie. 2., přehlédnuté a dopl. vyd. V Praze: Česká grafická Unie, 1946. 344 s. První vydání Høffdingovy práce doplněné o statě J. Krále vyšlo v roce 1941.

Tato příručka byla doporučována ke studiu posluchačům filozofických fakult ještě v sedmdesátých letech 20. století.